# Oakleigh Cannons
El Oakleigh Cannons Football Club es un club de fútbol de la ciudad de Oakleigh, Australia. Fue fundado en 1972 como South Oakleigh Soccer Club por miembros de la comunidad greco australiana y juega actualmente en la Victorian Premier League, primera división del fútbol del estado de Victoria.